# Msingi
Msingi ist ein ländlicher Verwaltungsbezirk (englisch Ward) des Distrikts Mkalama in der tansanischen Region Singida.

## Geografie
Msingi ist ein Bezirk im nördlichen Zentralteil von Tansania etwa 55 Kilometer Luftlinie nordnordwestlich der Regionshauptstadt Singida. Das größte Gewässer ist der Ndurumo, ein Nebenfluss des Sibiti. Bei der Volkszählung 2022 lebten 9431 Menschen in 2015 Haushalten auf einer Fläche von 254 Quadratkilometern.
Der Bezirk grenzt im Westen an den Distrikt Iramba und sonst an drei Bezirke des Distrikts Mkalama:
|            | Gumanga                                     |         |
| Kinampanda | Kompassrose, die auf Nachbargemeinden zeigt | Nduguti |
|            | Kinyangiri                                  |         |

## Gliederung
Der Bezirk besteht aus fünf Gemeinden (swahili Mtaa) mit 19 Orten (Kitongoji):
| Ishinsi - Kinankoli - Ishinsi Kati - Tapa | Ndurumo - Ndurumo - Minene - Songambele - Nenze - Mpako | Msingi - Magogo - Mbuliyauka - Nunduli | Ndala - Mbao - Ilole - Msende - Songambele - Nenze | Kidii - Kidii - Madem - Kitulamando |

## Infrastruktur
- Bildung: Die Jorma Secondary School ist eine staatliche weiterführende Schule, die Tagesschüler bis zur 4. Stufe ausbildet.[7]
- Gesundheit: In den Gemeinden Ishinsi,[8] Msingi[9] und Ndala[10] gibt es je eine staatliche Apotheke.